# Pietro Fumasoni Biondi
Pietro Fumasoni Biondi (Roma, 4 de septiembre de 1872 — ib., 12 de julio de 1960) fue un eclesiástico católico italiano, cardenal de Santa Cruz y prefecto de la Congregación para la Difusión de la Fe desde el año 1933 hasta su muerte, considerado una de las figuras históricas de mayor influencia en la Santa Sede durante la Segunda Guerra Mundial.

## Biografía
Nació en Roma en septiembre de 1872 como parte de la familia aristocrática de Filippo y Gertrudis (de soltera Roselli) Fumasoni Biondi; tuvo una hermana que entró en las Misioneras del Sagrado Corazón y llegó a ser conocida como la Madre Gertrudis.
Después de estudiar en el Seminario Pontificio Romano, fue ordenado sacerdote por el cardenal Lucido Parocchi el 17 de abril de 1897. Desde 1897 hasta 1916 fue profesor de la Pontificia Universidad Urbaniana y luego funcionario de la Sagrada Congregación para la Propagación de la Fe.
El 14 de noviembre de 1916, Biondi fue nombrado delegado apostólico de las Indias Orientales y arzobispo titular de Doclea. Recibió su consagración episcopal en la capilla de la Universidad Urbaniana el 10 de diciembre de ese mismo año de manos del cardenal Domenico Serafini, O.S.B., con el obispo de Daca Joseph Legrand, C.S.C., y el de Porfireone Agostino Zampini, O.S.A., como co-consagrantes. En este período intentó activamente mejorar las relaciones entre el Vaticano y el emperador de Japón.
El 6 de diciembre de 1919 Biondi fue enviado como delegado apostólico a Japón; el 14 de junio de 1921 fue nombrado secretario de la Congregación para la Propagación de la Fe, y el 14 de diciembre de 1922 delegado apostólico en los Estados Unidos. En 1927 declaró que la Santa Sede no tenía ningún interés en la campaña presidencial de Al Smith, gobernador católico de Nueva York.
El papa Pío XI lo creó cardenal presbítero de Santa Croce in Gerusalemme en el consistorio del 13 de marzo de 1933, y tres días después le nombró prefecto de la Sagrada Congregación para la Propagación de la Fe. El cardenal sirvió como legado pontificio en el Congreso Eucarístico Nacional en Teramo el 20 de agosto de 1935. Fue uno de los cardenales electores que participaron en el cónclave de 1939 en que resultó elegido papa Pío XII, y de nuevo en el de 1958 en que lo fue Juan XXIII.
Biondi murió en Roma a los 87 años, y está enterrado en el cementerio Campo Verano.